# Santikhiree
Santikhiree (ook Santikhiri; Thai: สันติคีรี) of Mae Salong (Thai: แม่สลอง) is een plaats in de amphoe Mae Fa Luang in Thailand. De plaats is een lintdorp en ligt aan een belangrijke weg die van west naar oost gaat.
In Santikhiree is er een kerk en een moskee. De plaats heeft ook meerdere tempels

## Naam
Toen de Santikhiree in 1969 werd gesticht heette de stad Mae Salong. Na 1980, toen de opiumproductie werd verminderd, werd de naam veranderd in Santikhiree, wat "Vredesheuvel" betekent. Deze naamswijziging werd uitgevoerd omdat Mae Salong een slechte reputatie had door de opiumproductie.

## Geschiedenis
Santihiree werd in 1969 gesticht door de soldaten van de Kwomintang als Mae Salong, nadat zij in 1949 waren verslagen door Mao Zedong. De Thaise overheid keurde het goed dat de soldaten daar verbleven, maar zij moesten wel het communisme onderdrukken. Ze moesten dit doen, omdat de Thaise overheid verwachtte dat door de Vietnamoorlog het communisme belangrijker zou worden binnen de bergvolkeren. In ruil voor die hulp kregen de soldaten de controle over de plaatselijke opiumhandel en mochten ze ook belasting daarover heffen.
In 1980 trok de opiumkrijgsheer Khum Sa zich terug, hierdoor werd Mae Salong veiliger. De Thaise overheid kreeg toen weer de macht over de plaats en stimuleerde het verbouwen van ander gewassen dan opium. Om de slechte reputatie van Mae Salong werd de naam veranderd in Santikhiree. De nakomelingen van de soldaten maken nog steeds een groot deel uit van de bevolking van Santikhiree, maar er wonen ook mensen van de Akha en van de Mien. In 1980 werd een weg aangelegd naar de plaats. In Santikhiree staan nu huizen van bamboe, wordt Yunnanees gesproken en wordt vooral thee verbouwd.

## Bezienswaardigheden
- Museum ter Nagedachtenis van de Chinese Martelaren
- Phra Boromathat Chedi